# 622 upadki Bunga, czyli Demoniczna kobieta
622 upadki Bunga, czyli Demoniczna kobieta – powieść autobiograficzna Stanisława Ignacego Witkiewicza (Witkacego) wydana pośmiertnie w 1972 w Warszawie przez Państwowy Instytut Wydawniczy ze wstępem i pod redakcją Anny Micińskiej.

## Powstanie powieści
Wiadomo, że swoją pierwszą powieść Witkacy zaczął tworzyć latem 1910. W styczniu 1911 w liście do Heleny Czerwijowskiej pisał, że ma zamiar wydać powieść pod pseudonimem Tomasz Błuzden, dedykować ją bratu i pani Borkowskiej. W lutym 1911 zarzucił pomysł wydania książki, o czym napisał w liście do Romana Jaworskiego, stwierdzając, że powieść „nie nadaje się do druku”. Witkacy otrzymał propozycję opublikowania dzieła w „Krytyce” Feldmana, ale ojciec pisarza odradzał mu to (m.in. w liście z lipca 1911). Jeszcze w 1919 Witkacy sporządził korektę powieści (wtedy powstała przedmowa podpisana pseudonimem Genezyp Kapen). W końcu, w 1926, we wstępie do Pożegnania jesieni, autor napisał, że pierwsza powieść z powodów niezależnych od niego nie może być wydana. Przyjaciele pisarza wspominali, że Witkacy lubił czytać na głos fragmenty debiutanckiej powieści z rękopisu przy różnych okazjach. Rękopis ten (283 strony) przetrwał wojnę i trafił do Biblioteki im. Ossolińskich we Wrocławiu, gdzie przechowywany jest do dziś (sygn, 12452/II).
Rodzina Witkacego przyjaźniła się z Tadeuszem Micińskim a ich wzajemna twórczość często przenikała się. Nie inaczej było z 622 upadkami Bunga, które to zawierają sporo parafraz, cytatów, czy przytoczonych całych scen z Nietoty. Księgi tajemnej Tatr Micińskiego.

## Opis fabuły
Powieść opatrzona jest Przedmową; składa się z trzech części i ośmiu rozdziałów oraz Zakończenia:
- Część I: Życie i dialektyka
  - Rozdział 1: Rozmowy istotne
  - Rozdział 2: Historia nieznacznego upadku
  - Rozdział 3: Bal w pałacu Birnam i jego skutki
- Część II. Demoniczna kobieta
  - Rozdział 1: Pani Akne
  - Rozdział 2: Wielka Miłość (przez wielkie W i wielkie M)
  - Rozdział 3. Marmelada
- Część trzecia: Za późno!
  - Rozdział 1: W poszukiwaniu maski
  - Rozdział 2: Maska, która spada za późno

Akcja powieści rozgrywa się w „podgórskiej okolicy”, bohater odbywa też dwie podróże, nad Adriatyk i do Paryża. Fabuła zaczyna się jesienią i kończy dwa lata później o tej samej porze roku.
Głównymi postaciami są:
- Bungo, młody artysta malarz
- Akne Montecalfi, artystka operowa
- książę Edgar Nevermore
- baron Brummel de Buffadero-Bluff
- Tymbeusz
- Mag Childeryk

## Interpretacje
Najpełniejsze omówienie powieści przedstawiła Anna Micińska. Krewna przyjaciela Witkacego obrała młodzieńczą powieść za temat swojej pracy magisterskiej, obronionej w 1960. Jej staraniem zredagowane wydanie powieści ukazało się w końcu drukiem w 1972.
Według Micińskiej, powieść daje się odczytać przez pryzmat biografii i sumę doświadczeń jej autora. Tym samym dzieło Witkacego jest powieścią „autobiograficzną, autotematyczną i (…) z kluczem”. Micińska podjęła próbę znalezienia pierwowzorów postaci w kręgu rodziny, przyjaciół i znajomych pisarza. Analizując poprawki rękopisu dokonała też kilku spostrzeżeń na temat ewolucji pierwotnego zamysłu powieści i warsztatu literackiego Witkacego.
Według podanego przez Micińską klucza, pierwowzorów postaci z 622 upadków szukać należy w następujących osobach:
- Bungo – alter ego autora,
- Akne Montecalfi – Irena Solska,
- baron Brummel – Leon Chwistek,
- Dolores – Emilia Anna Chwistek, siostra Leona,
- książę Nevermore – Bronisław Malinowski,
- Mag Childeryk – Tadeusz Miciński,
- Syx Abat Tyngier – Tadeusz Langier,
- Bałwanow – Karol Szuster,
- Fenixana, żona Bałwanowa – Felicja Ciszewska, żona Szustera,
- Tymbeusz – Tadeusz Szymberski,
- Marta i Idzio de Monfort – Eugenia i Władysław Borkowscy,
- Teodor Buhaj – Tadeusz Nalepiński,
- księżniczka Keskeszydze – Helena Czerwijowska,
- Andżelika – Helena Czerwijowska,
- Eulalia Gagulin – Barbara Czerwijowska (ps. Barbara Zan),
- Dolfi Montecalfi – mąż Ireny Solskiej, Ludwik Solski,
- Stanisław Ignacy Zdyb – Stanisław Zdyb, Stanisław Ignacy Witkiewicz.

## Kontrowersje wokół pierwszego wydania
Do pierwszego wydania z 1972 okładkę oraz strony tytułowe zaprojektowała znana z nonkonformizmu rysowniczka Alicja Wahl. Ilustracje wywołały takie oburzenie cenzury, że po premierze na Międzynarodowych Targach Książki w Warszawie, gdzie sprzedanych zostało zaledwie 50 egzemplarzy cały nakład został wycofany. Książki wróciły do księgarń po paromiesięcznej przerwie z usuniętą stroną przed tytułową. Dziś egzemplarze z frontispisem Wahlówny są wielką rzadkością antykwaryczną.